# نگارخانه
نگارخانه، یا گالری هنری، فضائی است که در آن آثار تجسمی یا آثاری که به هر نحوی با هنرهای تجسمی مرتبط هستند، به نمایش گذاشته می‌شوند.

## درباره واژه گالری
گالری، در معماری، هر گذرگاه سرپوشیده‌ای است که از یک طرف باز بوده و در فارسی به آن رواق می‌گویند. در فرهنگ‌های غربی و در اروپا، از اواسط قرن پانزدهم میلادی، گالری به  راهروهایی بلند و باریک در خانه‌های اشرافی و کاخ‌ها اطلاق شد که در آن آثار هنری، یا آثار تاریخی به نمایش گذاشته شده بود و کارکرد آن‌ نمایش آثار هنری بود.
کارکرد این گالری‌ها که عموما در کاخ‌ها، خانه‌های اشرافی یا کلیساها شکل گرفته بودند، به نمایش گذاشتن ثروت و نفوذ صاحب آن خانه به مهمانان و بازدیدکنندگان بود.
اندک اندک، با رشد و توسعه کلکسیون‌های هنری، فضاهای بزرگتری، همچون اتاق یا طبقه‌ای از یک عمارت و در برخی موارد، ساختمان‌هایی به آن مجموعه‌ها اختصاص داده شد و نخستین موزه‌های هنری خصوصی شکل گرفتند.
با ظهور طبقه متوسط شهری، و تقاضا برای خرید آثار هنری که تا پیش از آن صرفا سفارشی تولید می‌شدند، فضاهایی در شهرها شکل گرفت که برای عرضه، خرید و فروش آثار هنری برای طبقات دیگر اجتماعی تاسیس شدند. 
در فرهنگهای غربی، چنانچه این فضای هنری، برای نگهداری مجموعه یا کلکسیون استفاده شوند، در حُکم موزه هنری، و اصطلاح گالری به اتاق‌های آن موزه اطلاق می‌شود؛ همچنین گاهی، موزه‌ها تحت عنوان گالری نیز نام‌گذاری شده‌اند. مانند National Gallery  و یا  Neue Nationalgalerie.
ولی اگر هدف تجاری داشته و برای عرضه آثار هنری با هدف خرید و فروش استفاده شوند، به اختصار گالری هنری (Art Gallery) نامیده می‌شوند.
در ایران، اتاق‌ها و فضاهای نمایش موزه‌ها، سالُن یا تالار نامیده شده و واژه گالری یا معادل فارسی آن، نگارخانه بکار نمی‌رود؛ در مقابل، برای اطلاق به فضاهایی برای نمایش، خرید و فروش آثار هنرمندان، از واژه  گالری یا نگارخانه استفاده می‌شود.
نگارخانه‌ها، به عنوان بخشی از دنیای هنر، نقش مهمی در حفظ شبکه ارتباطات بین هنرمندان، مجموعه‌داران و کارشناسان هنر ایفا می‌کنند.

## نگارخانه‌داری در ایران
نگارخانه‌داری، یا گالری‌داری تاریخ چندانی در ایران ندارد؛ هرچند شاردن در سفرنامه خود به صنفی در بازار اصفهان اشاره دارد که مرقعات- شامل خط و نگارگری- را برای خرید و فروش عرضه می‌کرده‌اند. در دوران قاجار اشراف بر سر تصاحب آثار شاخص ایرانی و فرنگی با هم در حال رقابت پر هیاهو بوده‌اند.
نخستین بار واژه نگارخانه را نیما یوشیج برای چنین فضاهایی بکار برد و وارد دایره واژگان فارسی کرد. او هنگام مسافرت به تهران و اقامت در استودیوی شخصی رسام ارژنگی، آدرس خود را چنین می‌نوشت: تهران، نگارخانه استاد رسام ارژنگی. 
هرچند استودیوی شخصی ارژنگی، گالری یا نگارخانه به مفهوم مدرن آن نبود، ولی فضایی برای خرید و فروش آثار هنرمند و دیگر هنرمندان ایرانی و نیز ایجاد گفتگوهای فرهنگی و هنری بود.

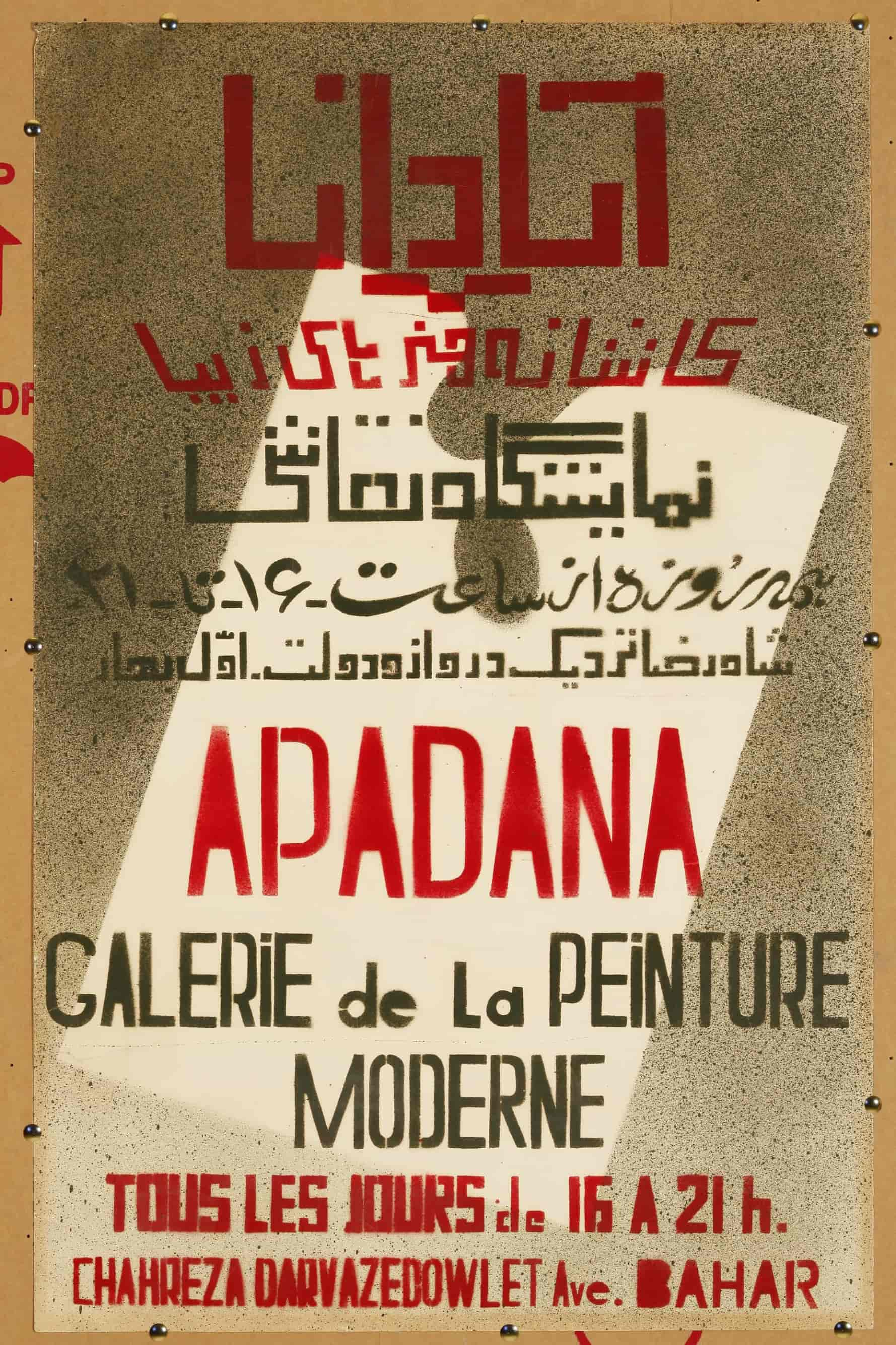
پوستر گالری آپادانا، طراحی پوستر و نشان‌واره از محمود جوادی‌پور

نخستین نگارخانه‌های مستقل، به عنوان بخش خصوصی و مستقل از سازوکار موزه‌ها و در معنای مدرن آن در سال ۱۳۲۸ با عنوان آپادانا در تهران شکل گرفت، محمود جوادی پور با کمک و همکاری حسين کاظمی و اميرهوشنگ آجودانی فعاليت خود را در تحت عنوان “کاشانه‌ی هنر ” معادل کلمه‌ی “گالری” آغاز کردند.
در دهه‌ی سی و چهل فقدان گالری‌ها در ایران هنرمندان را به تاسیس گالری‌های هنر مدرن وا می‌دارد، گالری استتیک در سال ۱۳۳۸ به اهتمام مارکو گریگوریان گشایش می‌یابد، یک سال بعد آتلیه کبودِ پرویز تناولی نقش گالری حامی هنر را بازی می‌کند که جریان سقاخانه از دل آن شکل می‌گیرد؛ پس از آن هانیبال الخاص با هدف معرفی هنرمندان دگراندیش گالری گیلگمش را در سال چهل راه‌اندازی کرد.
از دیگر گالری‌های مهم تهران می‌توان از تالار ایران نام برد که در سال ۴۳  کار خود را آغاز می کند که کمی بعد در سوگ یکی از پایه‌گذارانش به تالار قندریز تغییر نام می یابد.
از سال ۱۳۴۵ و پس از موفقیت تجاری و فرهنگی معصومه سیحون، موج گالری های مدرن ایران به راه می‌افتد و در سال پنجاه وهفت تهران پایتخت هنری خاورمیانه و آسیای غربی‌ست. با وقوع انقلاب اسلامی و بلافاصله جنگ، نزدیک به یک دهه فعالیت فرهنگی در ایران به حاشیه می‌رود اما با فعالیت مجدد گالری سیحون و راه اندازی نگارخانه گلستان دوران جدیدی از گالری داری آغاز می‌شود. 

## انجمن صنفی نگارخانه‌داران
انجمن صنفی نگارخانه‌داران (انجمن گالری داران تهران) در سال ۱۳۹۷ با با هدف گسترش و توسعه فعالیت اقتصادی گالری داری و نیز ساخت و سازه‌بندی جدید برای این حرفه تشکیل شد.